# Securigera securidaca
Securigera securidaca é uma espécie de planta com flor pertencente à família Fabaceae. 
A autoridade científica da espécie é (L.) Degen & Dörfl., tendo sido publicada em Denkschr. Kaiserl. Akad. Wiss. Wien, Math.-Naturwiss. Kl. 64: 718 (1897).

## Portugal
Trata-se de uma espécie presente no território português, nomeadamente em Portugal Continental.
Em termos de naturalidade é introduzida na região atrás indicada.

## Protecção
Não se encontra protegida por legislação portuguesa ou da Comunidade Europeia.